# ザ・ナショナル (CBC)
『ザ・ナショナル（The National）』（正式には『CBCニュース:ザ・ナショナル（CBC News: The National）』）は、カナダ・カナダ放送協会によるCBCニュースの英語ニュース部門の旗艦放送として機能する全国テレビニュース番組。カナダ及び国際的な主要なニュース記事を報じており、日曜日〜金曜日まで現地時間22:00（ニューファンドランド時間22:30）に全国のCBCテレビジョン放送局で放送される。
CBCニュースネットワークでも放送されており、平日は、カナダ大西洋岸のメインネットワークで生放送される最初のバージョンが東部時間21:00に同時放送され、夜間に数回のリピート放送が行われる。2005年8月まで、アメリカでは廃止されたチャンネル「ニュースワールド・インターナショナル」で視聴されており、C-SPANではカナダの主要なニュース記事や、世界やアメリカの出来事に対するカナダの視点からの報道を提供したい場合に時折放送され続けている。
オーストラリアではSBSで放送されており、SBS ON Demandでも視聴できる。
『ザ・ナショナル』及びその他のCBCニュース番組（CBC直営放送局（O&O）の夕方のローカルニュース番組を含む）は、CBCウェブサイトでストリーミング配信されており、カナダ国外の居住者は、一部のコンテンツを閲覧できない場合がある。
姉妹フランス語ニュース番組『ル・テレジャーナル』は、ラジオ・カナダのテレビネットワークで放送されている。

## 形式
『ザ・ナショナル』はかつて、ニュースヘッドラインのコーナーをコマーシャル中断無しに20～25分間放送していた。この形式は、長年にわたって様々な時点で緩和または復活してきた。後続のコーナーは、別個の番組（『ザ・ジャーナル』または『ザ・マガジン（The Magazine）』）の形式、またはメイン番組の追加コーナーとして、ドキュメンタリーまたはその他の特集リポートで構成される。
通常、最初のコーナーは15～20分間で、その後に追加の記事、特集、パネルディスカッションをフィーチャーした様々な長さの追加コーナーが続く。長編ドキュメンタリーや特集リポートは2009年以前ほど一般的ではないが、特に金曜日版と日曜日版では時々フィーチャーされる。放送にはいくつかのライブインサートが含まれているが、殆どのコーナーは放送時間前に収録される。番組は「The Moment」で締めくくられる。アンカーは、放送の最初のコマーシャルブレイクを「We're back in two.」と言って開始し、2回目のコマーシャルブレイクを「The National breaks down the stories shaping our world, next.」と言って開始する。
ピーター・マンスブリッジはCBCニュースの主任記者として平日夜のレギュラーアンカーを務め、通常は月曜日〜木曜日までホストを務めたが、重要なニュースイベントが発生した場合には他曜日の夜にホストを務めることもある。2000年代後半まで定期的に金曜日にアンカーを務めており、2010年代初頭のCBCの金曜日のプライムタイムプロモでは、マンスブリッジがその夜のレギュラーアンカーであることがよく示されていたが、その時点ではウェンディ・メズリーが代理を務めることが多く、それ以来メズリーが金曜日の常設アンカーとなった。メズリーは2010年9月から日曜日版アンカーも務めたが、これは実質的に1990年代初頭に『サンデーリポート』のアンカーを務めたことへの報復であり、アシャ・トムリンソンが最後の土曜日版レギュラーアンカーだった。
2009年10月から2012年9月まで、CBC O&Oの平日（一部の放送局では日曜日）の放送は22:55に終了し、アンカーは10分間のローカルニュース放送に引き継がれたが、これは競合する『CTVナショナルニュース』の通常開始時間である23:00と重なっていた。CBCニュースネットワークでは、この期間中、平日版が1時間放送され続けており、55分バージョンと60分バージョンでは、両方とも事前に録画撮りされた別々の最終コーナーが使用された。民間提携局の一部は、55分形式の導入前に既に23:00のローカルニュース番組を放送していたが、55分バージョンまたは60分バージョンのどちらかを放送するオプションがあった。2012年9月17日、多くのCBC O&Oが深夜のローカルニュースを30分間に延長したことを受け、『ザ・ナショナル』は平日夜と日曜日の単一の60分形式に戻った（10分間の深夜ローカルニュース番組を制作し続けている放送局は、現在、23:00から放送を開始し、その後、23:30にネットワークのスケジュールに戻る前に、『ジ・エクスチェンジ』の20分間の凝縮版を放送している）。
2009年から2017年まで、30分間の土曜日版（本質的には長年にわたる『サタデーリポート』のブランド変更）は通常、『ホッケー・ナイト・イン・カナダ』（または他のCBCスポーツの生中継がその夜に予定されている場合）のシーズン中はCBCテレビジョンで東部時間18:00、それ以外の場合は現地時間18:00（大西洋時間19:00、ニューファンドランド時間19:30）に放送され、CBCニュースネットワークで夕方を通じて更新版が放送される。しかし、2010年代初頭から、カナダ東部の殆どのCBC放送局は、代わりにその時間枠でローカルニュース番組を放送するか、東部時間18:20のローカルオプトアウトを使用するようになった。2017年秋のリニューアル直前に、土曜日版はCBCニュースネットワークのローリング報道の追加枠を優先するために完全に廃止され、カナダ西部のCBCテレビジョンで東部時間18:00の枠が同時放送され、CBCの土曜日の「事実上の」ネットワークテレビニュース番組として機能した。

## 歴史
1954年に『ザ・ナショナルニュース（The National News）』として開始した。1952年以来、設立間もないCBCテレビジョンサービスには5分間の全国ニュース放送があったが、各ニュース放送は異なる読み手によって読まれることになっており、CBCの経営陣は、その結果として放送内容がバラバラになることに気づいた。番組ディレクターのメイバー・ムーアは、継続性を高めるために、番組のニュースリーダーを1人選ぶことにした。ムーアはベテランのラジオ記者のラリー・ヘンダーソンをこの放送のアンカーとして雇い、すぐに毎晩23:00に放送される13分間の番組に拡大した。エドワード・R・マローに対するカナダの答えになることを望んでいたヘンダーソンは、ラジオ放送『ヘッドライナーズ（Headliners）』で数年間世界中を旅していた。ヘンダーソンは気難しいニュースリーダーで、時々放送中に悪態をつき、読みを早めようという合図に怒りで反応し、撮影コーナーの準備ができていない時に撮影セットから立ち去ったこともあった。
ヘンダーソンは1959年に退社し、1944年以来CBCの主要ラジオサービスであるトランス＝カナダ・ネットワークで『ナショナルニュース・ブレティン（National News Bulletin）』のプレゼンターを務めていたアール・キャメロンが後任となった。CBCニュースの理念の変化により、1966年にジャーナリストではなくプロのアナウンサーだったキャメロンの後任にジャーナリストのスタンリー・バークが就任した。
現在はジャーナリストがニュースを読んでいるが、労働組合の規定により、ニュースアンカーを務めるジャーナリストはジャーナリスト組合を脱退してアナウンサー組合に加入する必要があり、そのためアンカーは他人が書いた原稿を読むこと以外の行為を禁じられていた。バークは1966年からビアフラ内戦に関する国民運動を開始するために辞任する1969年まで番組のアンカーを務めた。バークの代わりにウォーレン・デイビスが就任し、その時点で番組は『ザ・ナショナル（The National）』と改名され、カラー放送となった。1970年からロイド・ロバートソンがアンカーを務めていたが、1976年にCBCのライバルであるCTVテレビジョンネットワークに雇われることになったが、その主な理由は労働組合規定によりニュース番組の執筆に参加できないことへのロバートソンの不満だった。
ピーター・ケントは2年間ホストを務め、『CBCニュースマガジン』と『ザ・ナショナル』の上級記者として勤務していたため、外国特派員として仕事に戻るために退任する前に、『ザ・ナショナル』とCBCニュース・スペシャル（CBC News Specials）の取材、執筆、アンカーを務めることが許可された。1978年、ケントの上司より3つ上の管理レベルでニュース・時事部門のディレクターを務めていたノウルトン・ナッシュが、オーディションで優勝し、その結果が仲裁で支持された後、新しいアンカーとなった。不正確な報道では、ナッシュが自らその役に任命したと主張されていた。ナッシュの在任中、CBCは現役ジャーナリストがニュースを読むことを労働組合から正式に譲歩することができ、ナッシュがCBCニュースの「Chief Correspondent（主任記者）」の肩書を引き受けることができた。これにより、ナッシュは番組の原稿執筆に参加できるだけでなく、番組に選ばれた記事やその他の編集判断の問題に影響力を持つニュース編集者としても活動することができた。ナッシュは1988年にチーフアンカーを辞任し、ピーター・マンスブリッジが後任となった。
1982年1月11日、現代的なデザインと形式で22:00の枠でリニューアルされた。インタビューやドキュメンタリーを使用してニュース記事をより深く取り上げる番組『ザ・ジャーナル』が22:22から続いた。
『ザ・ジャーナル』の当初からのホストの一人はバーバラ・フラムで、最も困難で最も物議を醸す問題にも恐れることなく取り組むため、すぐにCBCニュースの象徴となった。フラムは1992年3月26日に慢性白血病で亡くなった。最後のインタビューはカナダ人作家モルデカイ・リッチラーとのもので、フラムの死去の数日前に行われた。
同年、大きな改革を進めていたCBCは、『ザ・ナショナル』と『ザ・ジャーナル』を、マンスブリッジとパメラ・ウォーリンの2人のホストによる21:00から放送する統合パッケージ『プライムタイムニュース』に置き換えた。しかし、同番組の視聴率は振るわず、その結果、競合する『CTVナショナルニュース』が史上初めて全国ニュース視聴率でCBCを追い抜き、1994年には22:00の枠に戻った。この間、アリソン・スミスがホストを務めるCBCニュースワールドの別のニュース番組では『ザ・ナショナル（The National）』というタイトルが維持された。
1995年に、メインネットワーク番組はマンスブリッジがホストを務める『ザ・ナショナル』という名前に戻り、その後ハナ・ガートナーがホストを務める『ザ・ナショナル マガジン（The National Magazine）』が続いた。ブライアン・スチュワートは後に『ザ・マガジン（The Magazine）』と改題された2番目の番組の指揮を執った。2000年秋の連邦選挙戦が始まるまで疑似別番組として継続され、後半30分間は「Behind the Ballot（投票の裏側）」という名でマンスブリッジがホストを務めた追加選挙報道に移された。しかし、『ザ・マガジン』は選挙後も復帰せず、マンスブリッジは全時間アンカーを務め続けた。2001年初めに、この統合形式は番組の改良の一環として導入された。一時期、そのようなものが特集される夜には、時間の後半に「ドキュメンタリー（Documentary）」というタイトルが付けられることが多かった。場合によっては、代わりに特集リポートやパネルディスカッションが取り上げられることもある。波乱に満ちた同年秋に、CBCの最新の企業再設計により、新しい外観と形式を獲得した。
1990年代後半から、現在主流となっている『CTVナショナルニュース』の23:00の代替番組を提供するために、CBCの直営放送局は23:00に『ザ・ナショナル』のニュースヘッドライン部分を繰り返し、その後（2000年夏まで）23:30に30分間のローカルニュース番組を放送していた。この慣行は2006年10月に終了し、その時間枠で『ジ・アワー』が放送され始めた。CBCの殆どの民間提携局は23:00の放送を行わなかった。
「The National Online」は1996年3月21日にウェブ上でデビューした。インタラクティブなウェブサイトは当初、「番組に関する情報と、テレビで放送する内容を補足するより詳細なコンテンツの両方を利用できる」ようにしていた。同年後半、ウェブサイトには「ヘッドラインと非常に短い要約がほぼ1日1回更新されるが、これがCBCでのオンラインニュースの始まりである」というニュースが追加された。
2006年1月9日、CBCニュースの大規模なブランド変更の一環として、主に、特に『CTVナショナルニュース』と『グローバル・ナショナル』との厳しい競争に直面して、ニュース番組をより関連性の高いものにする方法についてのCBCによる広範な研究から生じた新しい外観を採用した。ブランド変更は2005年9月に予定されていたが、当時終了したばかりの長期にわたるロックアウトのため延期された。BBCニュースと同様に、CBCニュースの原色は青から赤に変わった。
2006年夏、CBCはアメリカで放送される『ザ・ワン:メイキング・ア・ミュージック・スター』と同時放送するために、東部時間帯の火曜日夜23:00に『ザ・ナショナル』を短期間放送し、物議を醸した。『ザ・ワン』はABCとCBCの両方で非常に低い視聴率を受け、2週間後の同年7月31日から週5日22:00からの放送に戻った。
2007年5月、最新の放送、最近のドキュメンタリー、視聴者からのコメントを受け付ける広範なオンラインアーカイブを特集する再設計されたウェブサイトを立ち上げた。舞台裏のブログや多くのリポーターのビデオ略歴もある。
2008年12月、CBCニュースを巡る一連のより大きな計画変更の一環として、番組のブランド認知度が他のCBCニュースプロパティより優れていたことを理由に、2009年に『サタデーリポート』と『サンデーナイト』が『ザ・ナショナル』の週末版に置き換えられることが発表された。これらの変更は同年9月に実施し、前作と同様に、土曜日夜版の30分バージョンは、『ホッケー・ナイト・イン・カナダ』の試合前番組への導入として、NHLシーズン中の東部時間18:00に予定されていた。

### 2017年〜現在:マンスブリッジの引退、リニューアル
2016年9月、マンスブリッジは同ネットワークのカナダ・デー放送後、2017年に番組のアンカーを引退すると発表した。CBCニュース編集長のジェニファー・マクガイア（Jennifer McGuire）はマンスブリッジ退任後の番組の今後について、CBCが2017年10月に大幅なリニューアルを計画しているとカナディアン・プレスに語った。
2017年8月1日、CBCはエイドリアン・アルセノー、ローズマリー・バートン、アンドリュー・チャン、イアン・ハノマンシングが同年11月6日から刷新版『ザ・ナショナル』のホストを務めると発表した。4人のアンカーは異なる都市から担当し、当初アルセノーとハノマンシングは主にトロントから、バートンはオタワから、チャンはバンクーバーから担当したが、ニュースで保証されているようにアンカーは現場でホストを務めることができた。マスターコントロールとプレイアウトは、首都オタワにあるCBCスタジオから提供される。シリーズ期間中にアンカーの勤務地が変わり、主にハノマンシングがバンクーバーから、チャンがトロントから担当することになった。
CBCニュース幹部のジョナサン・ウィッテン（Jonathan Whitten）は、新しい形式はその日のヘッドライン全てを単に要約するのではなく、進行中の記事の詳細で「個人的な」報道に重点を置くように設計されると述べた。ウィッテンは、「一日の終わりには、視聴者はますます多くのことを求めるようになる。6つか7つの2分間のニュース項目[モデル]を放棄する世界に私たちが急ぎすぎていると考える人もいるかもしれないが、それが将来のポジショニングについてのことだと我々は考えている」と説明した。また、テレビ番組だけに言及するのではなく、CBCのテレビとデジタルプラットフォームにわたるオリジナルジャーナリズムの包括的なブランドとして番組の存在を拡大することにも焦点が当てられる（この観点を強調するために、CBCスタッフは社内で番組を単に『ザ・ナショナル』ではなく『ザ・ナショナル・トゥナイト（The National Tonight）』とも呼んでいた）。
新しい形式での最初の放送回は、否定的なレビューまで様々な評価を受けており、ジョン・ドイルは「グローブ・アンド・メール」で、番組はもはやニュース番組ではなく、「支離滅裂で超現実的で、悲しいことに一貫性に欠けている」と感じられた「その日のいくつかのニュース記事に対するおしゃべりで視覚的に当惑するような評価」だったと書いた。ドイルは、ホストが「優秀な」ジャーナリストであることを認めながらも、サザーランド・スプリングス教会銃撃事件に関する冒頭記事では、「従来のテレビのルポルタージュが得意なリポーターが、突然深い感情を表現し、個人的な生の声を期待されていた。敬意を込めて言うが、それこそが『ドクター・フィル』の目的である、むき出しの感情と、ある種の中途半端な社会的背景である」と主張した。ジョハンナ・シュネラーは「トロント・スター」に、この新しい形式はおそらくCBCが「あなたはニュースはご存知でしょうが、我々は専門家である。我々がかつてのように、高位の専門家ではなく、おしゃべりな専門家である。いつもあなたを『ふーん』と思わせてくれる4人の友人たち」を認めたものであると書いた。
2020年1月22日、CBCニュースは番組の改訂を発表し、4人のアンカー形式を廃止し、月曜日〜木曜日までアルセノーとチャンが共同アンカーを務めることになった。イアン・ハノマンシングが金曜日・日曜日版で単独アンカーを務めている。バートンはCBCニュースの政治担当主任記者と、日曜朝の政治トーク番組『ローズマリー・バートン・ライブ』のホストとなり、引き続き『ザ・ナショナル』の毎週の政治パネルディスカッション「At Issue」の司会を務めている。
2022年に、CBCはさらなる変更を発表した。アルセノーは平日の単独アンカーを務めることになり、ハノマンシングは金曜日と日曜日に引き続きアンカーを務める一方、チャンはCBCの今後のストリーミングニュースサービスの新しい日刊番組に異動する。

## プレゼンテーション
番組の名前は1969年に『ザ・ナショナル（The National）』に短縮された。1969年から1982年まで使用された放送の最初のオープニングは「the Bloops」として知られ、画面の下部に緑の「space-age」フォントで番組のタイトルがセットのワイドショットに重ねて表示されていた。画面中央に黒い背景で番組タイトルが表示されることもあった。古いコンピューターに似た合成ビープ音と共に、様々な文字が左から右に高速で循環し、「The National」と綴られた。
アナウンサー（通常はアラン・マクフィー）が「The National, with <アンカーパーソン>」と厳かに言い、続いてスクリーンの横にいるアンカーのショットがカットされる。その後、アンカーがトップ記事を要約し、それぞれの記事について異なるスライドが画面上に表示された。
1979年7月に、番組を22:00の枠に移動するかどうかについて内部調査が行われた。この研究グループは、ビル・モーガン、マーク・スタロウィッツ、ビンス・カーリンで構成されていた。
1982年1月11日、CBCは当時としては非常にハイテクに見える、根本的に異なる形式とプレゼンテーションスタイルでリニューアルさせた。イントロは立方体の上に世界地図が重ね合わされて始まり、回転し始め、回転するにつれて小さな立方体に分割された。最後のローテーションでは、Stopフォントを使用した光沢のあるクロム文字で番組のタイトルが表示された。合成されたオープニング音楽には、カナディアン・ブラスが演奏する「The National（ザ・ナショナル）」と呼ばれるファンファーレが使用されていた。
1980年代半ば、記事のグラフィックの多くを作成するためにクォンテルの「ペイントボックス（Paintbox）」が使用された。
1989年7月31日、CBCは、同時にCBCニュースワールドで使用されたものと同様の、より現代的なコンピュータグラフィックを使用して、番組のプレゼンテーションを更新した。ロゴにはTimes New Romanという書体で全て大文字が使用されていた。
1992年にバーバラ・フラムが亡くなった後、フラムがホストを務めていた『ザ・ジャーナル』は同年後半に打ち切りとなり、『CBCプライムタイムニュース』に置き換えられ、『ザ・ナショナル』という名前は、CBCニュースワールドの深夜のニュース放送に残された。
1995年から1997年まで、ロゴでは「The National」という単語に大文字のPalatinoフォントが使用され、その下の「CBC News」という単語に大文字のFrutigerフォントが使用されていた。
1995年のオープニングのスタイルを維持した新しいオープニングと外観が1997年に登場したが、より洗練された現代的なコンピュータアニメーションを使用していた。
2001年に、Microgramma書体を使用し、中央に2本の線があり、その下にCBCニュースのロゴが入ったFrutigerのロゴが導入された。こちらは短命で、ほんの数ヶ月しか続かなかった。
2001年秋、ネットワーク全体の企業再設計に伴い、番組のプレゼンテーションが更新され、一貫したブランドが確立された。ニューヨークのデザイン会社「レイザーフィッシュ」が、このネットワーク番組と他のネットワーク番組の外観をデザインした。ロゴには大文字のFrutiger書体が使用されている。
2004年末または2005年初めに、いくつかのグラフィックが変更され、青が増え、ベージュが減り、ロゴが僅かに変更された（「The National」は太字になった）。これらの変更は選択されたシーケンスでのみ実装され、場合によっては混乱を引き起こした。つまり、ニュース番組のオープニングの開始時に古いグラフィックのセットが使用され、オープニングの最後に新しいセットが使用された。
オープニングシーケンスはCBCニュースのIDで始まり、メインのグラフィックシーケンスに流れ込み、続いてマンスブリッジまたは代理アンカーが「Tonight ...（今夜は…）」と言い、主なヘッドラインと付随する映像とグラフィックの口頭リストが続いた。その後、タイトルシーケンスが続き、トロントの空撮映像（毎週月曜日に新しいショットが撮影され、その後1週間にわたって放送された）に切り替わり、リサ・ダルベロが「The National; from the カナダ放送センター, here is Peter Mansbridge.（『ザ・ナショナル』。カナダ放送センターから、ピーター・マンスブリッジです）」というテーマでアナウンスする。
2006年初めに、『ザ・ナショナル』とCBCニュースワールドを含むニュース部門全体が、赤、黒、白を特徴とする新しいテーマソングと新しいタイトルシーケンスを含む新たな更新を受け取った。2008年から2009年のブランド変更まで、トニー・ダニエルズが番組とホストを紹介した。
2年以上の制作期間を経て、2009年10月26日に大幅な変更を受けた。ホストのピーター・マンスブリッジは、Citytvシステムがカナダで先駆けたスタイルであるニュースの全ての枠を立って伝え始めた。セットは再設計され、前のチャンネルの赤と白の色に青の色が混ぜられた。プレスリリースでは、2006年のテーマ音楽はそのまま残ると述べられていたが、エッグプラント・コレクティブ（Eggplant Collective）による新しい音楽のキューが作成された。殆どのロゴとグラフィックフォントは、クリスチャン・シュワルツ（Christian Schwartz）のStag書体を使用するように変更された。
2016年、番組タイトルの全面的なパンとそれに続くフラッシュを特徴とする新しいオープニングシーケンスを受け取った。下3分の1及びその他のグラフィック要素も更新された。

## 出演者

### アンカー
- 1954年 - 1959年：ラリー・ヘンダーソン（英語版）
- 1959年 - 1966年：アール・キャメロン（英語版）
- 1966年 - 1969年：スタンリー・バーク（英語版）
- 1969年 - 1970年：ウォーレン・デイビス（英語版）
- 1970年 - 1976年：ロイド・ロバートソン
- 1976年 - 1978年：ピーター・ケント（英語版）
- 1978年 - 1988年：ノウルトン・ナッシュ（英語版）
- 1988年 - 1992年、1995年 - 2017年：ピーター・マンスブリッジ
- 1992年 - 1995年：アリソン・スミス（英語版）
- 2017年 - 2020年：エイドリアン・アルセノー（英語版）、ローズマリー・バートン（英語版）、アンドリュー・チャン（英語版）、イアン・ハノマンシング（英語版）[18]
- 2020年 - 2022年：エイドリアン・アルセノー（英語版）、アンドリュー・チャン（英語版）（月～木曜日）、イアン・ハノマンシング（英語版）（金・日曜日）[16]
- 2022年 - 現在：エイドリアン・アルセノー（英語版）（月～木曜日）、イアン・ハノマンシング（英語版）（金・日曜日）[17]

### ジャーナリストスタッフ
- ナフラ・アイド（英語版） - 外国特派員、イギリス・ロンドン
- ローズマリー・バートン（英語版） - 政治担当主任記者
- クリスティーン・ビラク（英語版） - 保健・科学担当リポーター
- キース・ボーグ（英語版） - 特派員、ワシントンD.C.
- キム・ブランフーバー（英語版） - 特派員、ロサンゼルス
- ハバード・グールド（Havard Gould） - ビジネスリポーター、トロント
- イアン・ハノマンシング（英語版） - 金曜日・日曜日アンカー
- ポール・ハンター（英語版） - 外国特派員兼代理ホスト、トロント
- ローラ・リンチ（英語版） - リポーター、トロント
- ニール・マクドナルド（英語版） - 上級記者、オタワ
- ダンカン・マッキュー（英語版） - リポーター、バンクーバー
- ボブ・マクドナルド（英語版） - 科学担当記者、現在ビクトリアに拠点を置く
- ウェンディ・メズリー（英語版） - リポーター、トロント
- テリー・ミレウスキー（英語版） - 上級記者、オタワ
- レックス・マーフィー（英語版） - コメンテーター、トロント
- スーザン・オーミストン（英語版） - 上級記者、トロント
- サシャ・ペトリチッチ（英語版） - 外国特派員、北京
- レグ・シェレン（Reg Sherren） - リポーター、ウィニペグ
- デレク・ストフェル（Derek Stoffel） - 外国特派員、中東
- ディアナ・スマナック（Deana Sumanac） - 芸術担当リポーター、トロント
- ダイアナ・スウェイン（英語版） - 調査担当上級ジャーナリスト、トロント

週末または代理アンカーとして『ザ・ナショナル』のアンカーを務めた他の出演者には、ジョージ・マクリーン、アリソン・スミス、ウェンディ・メズリー、ダイアナ・スウェイン、キャロル・マクニール、マーク・ケリー、ブライアン・スチュワート、イアン・ハノマンシング、ヘザー・ヒスコックス、アシャ・トムリンソン、エヴァン・ソロモンが含まれる。1974年、ジャン・テナントは女性として初めて番組のアンカーを務めた。

### コメンテーター・パネルディスカッション
『ザ・ナショナル』には、繰り返し行われるディスカッションと解説のコーナーが多数ある。
- ローズマリー・バートンが司会を務める「At Issue」というタイトルの政治パネルディスカッションが毎週、夏の間を除いて通常は木曜日夜に放送されている。レギュラーパネリストは、それぞれコラムニストで「グローブ・アンド・メール」のアンドリュー・コイン（英語版）、「トロント・スター」のシャンタル・エベール（英語版）とアルティア・ラジ（英語版）、「バズフィード」のエラミン・アブデルマフムード（英語版）であり、時折、1人以上のゲストパネリストが加わることがある。2017年にレックス・マーフィー（英語版）が引退する前は、「At Issue」の後に、マーフィーによる「Point of View」というタイトルの毎週の解説コーナーが続いていた。
  - 「At Issue」とレックス・マーフィーの解説は、CBCニュースネットワークの独立した週末の30分番組としても繰り返し放送された。
- その他のレギュラーパネルディスカッションには次のものがある。
  - 「The Insiders」：3人の元政党の裏組織者（通常は自由党のデイビッド・ヘルル（英語版）、保守党のジェイミー・ワット（Jaime Watt）、新民主党のキャスリーン・モンク（英語版））が政治戦略について（無党派を意図した）解説を提供する。通常は隔週火曜日夜に登場する。
  - 「The Bottom Line」：プリート・バナジー（Preet Banerjee）、パティ・クロフト（Patti Croft）、ジム・スタンフォード（英語版）など、様々なパネリストによる経済に関する毎月の火曜日夜のパネルディスカッション
  - 「Turning Point」：サマンサ・ナット（英語版）とジャニス・スタインがレギュラーパネリストとなる、外交問題に関する準レギュラーパネルディスカッション
  - 「National Check-Up」：医師のダニエル・マーティン（英語版）、ヴィヴェク・ラオ（英語版）、サミール・シンハ（Samir Sinha）による健康問題に関する準レギュラーパネルディスカッション
  - 「The Sunday Talk」：様々なパネリストによる毎週日曜日放送のパネルディスカッション
  - 「The Pop Panel」：毎週金曜日放送のパネルディスカッション
  - 「The Moment」：毎回最後に放送されていたコーナー
  - 「Our Changing Planet」
  - 「CBC News Investigates」
  - 「Go Public」：毎週日曜日の放送でハノマンシングが紹介するコーナー
  - 「Marketplace」：毎週木曜日の放送でアルセノーが紹介するコーナー
  - 「The Interview with Ian Hanomansing/It Changed Everything」：毎週日曜日の放送でハノマンシングが司会を務めるコーナー
  - 「Quick Question」：毎週金曜日放送のコーナー
  - 「The Breakdown」：「At Issue」のため木曜日を除く、毎日日曜日〜金曜日の番組後半のコーナー
  - 「Frontburner」：最終コマーシャルブレイク終了後に放送されたコマーシャル

時事問題担当編集長
- アイリーン・マクブライド（Aileen McBride、上級）
- シェルドン・ベルディック（Sheldon Beldick）
- エド・マクドナルド（Ed MacDonald）
- モーナ・スコット＝ダン（Morna Scott-Dunne）
- ジャン・シルバーソーン（Jan Silverthorne）

## 受賞
ジェミニ賞や外国の賞を含む数多くの賞を受賞している。